# Могенс Крог
Могенс Крог (дан. Mogens Krogh, нар. 31 жовтня 1963, Єррінг) — данський футболіст, що грав на позиції воротаря. По завершенні ігрової кар'єри — тренер.
Виступав за клуби «Ікаст» та «Брондбю», а також національну збірну Данії, у складі якої  — чемпіон Європи, володар Кубка Конфедерацій.

## Клубна кар'єра
У дорослому футболі дебютував 1981 року виступами за команду клубу «Ікаст», в якій провів десять сезонів, взявши участь у 301 матчі чемпіонату.  Більшість часу, проведеного у складі «Ікаста», був основним гравцем команди.
1991 року перейшов до клубу «Брондбю», за який відіграв 11 сезонів. У складі «Брондбю» протягом 1990-х років був основним голкіпером команди і провів за неї 353 матчів чемпіонату, що є одним з найкращих показників в історії клубу. Завершив професійну кар'єру футболіста виступами за команду «Брондбю» у 2002 році. У складі цієї команди — чотириразовий чемпіон Данії, дворазовий володар Кубка Данії.

## Виступи за збірну
1992 року дебютував в офіційних матчах у складі національної збірної Данії. Протягом кар'єри у національній команді, яка тривала 7 років, провів у формі головної команди країни лише 10 матчів, оскільки на той період припав розквит кар'єри Петера Шмейхеля, через що інші данські воротарі могли розраховувати здебільшого лише на місце одного з резервних голкіперів національної команди.
Саме у статусі резервного воротаря був учасником виграних його командою чемпіонату Європи 1992 року у Швеції та розіграшу Кубка конфедерацій 1995 року у Саудівській Аравії. Також був у заявках збірної Данії на  чемпіонат Європи 1996 року в Англії та чемпіонат світу 1998 року у Франції.

## Кар'єра тренера
Завершивши ігрову кар'єру, залишився у «Брондбю», де протягом трьох років відповідав за зв'язки з громадськістю. Згодом вырішив перейти на тренерську роботу і працював з молодими голкіперами в системі клубу.
З 2008 року працював у клубі «Відовре» як тренер, а також спортивний директор.
Протягом 2011–2013 років був тренером воротарів клубу «Нордвест», а згодом протягом сезону очолював тренерський штаб його команди.
Наразі останнім місцем тренерської роботи був клуб «Нествед», головним тренером команди якого Могенс Крог був з 2014 по 2017 рік.

## Титули і досягнення
- Чемпіон Данії (4):

«Брондбю»: 1995-1996, 1996-1997, 1997-1998, 2001-2002
- Володар Кубка Данії (2):

«Брондбю»:  1993-1994, 1997-1998
- Володар Суперкубка Данії (3):

«Брондбю»:  1994, 1996, 1997
Збірні
- Чемпіон Європи (1): 1992
- Володар Кубка Конфедерацій (1): 1995